# Embrasse
Embrasse is een Belgisch bier van hoge gisting.
Het bier wordt sinds 2008 gebrouwen in Brouwerij De Dochter van de Korenaar te Baarle-Hertog.

## Varianten
- Embrasse, donkerbruin bier met een alcoholpercentage van 9%
- Embrasse Oak Aged, het basisbier gedurende drie maanden gerijpt op eiken whisky- en cognacvaten